# Tenagomysis novaezealandiae
Tenagomysis novaezealandiae är en kräftdjursart som beskrevs av Thomson 1900. Tenagomysis novaezealandiae ingår i släktet Tenagomysis och familjen Mysidae. Inga underarter finns listade i Catalogue of Life.